# Середнє (заповідне урочище)
Сере́днє — заповідне урочище в Україні. Розташоване в межах Хорольської міської громади Лубенського району Полтавської області, біля села Середнє.
Площа 41 га. Статус присвоєно згідно з рішенням облвиконкому від 17.04.1992 року № 74. Перебуває у віданні ДП «Лубенський лісгосп» (Хорольське л-во, кв. 47).
Статус присвоєно для збереження лісового масиву з цінними насадженнями дуба.